# Nobody Wants to Be Lonely
«Nobody Wants to Be Lonely» (с англ. — «Никто не хочет быть одиноким») — это второй сингл со второго англоязычного альбома Рики Мартина Sound Loaded, выпущенный 16 января 2001 г. Рики Мартин также записал этот сингл на испанском под названием «Sólo Quiero Amarte». Другая версия песни была записана дуэтом с Кристиной Агилерой. Сингл больше всего известен тем, что он был лидером продаж, что является великолепным показателем для синглов, у которых не было каких-либо крупных коммерческих релизов (который помог ознаменовать социальную норму современных синглов в США).
Этот дуэт позже был включен в три сборника Мартина: The Best of Ricky Martin, 17 и 17: Greatest Hits и в международный альбом лучших хитов Агилеры Keeps Gettin' Better: A Decade of Hits.

## Клип
Клип был снят Уэйном Айшемом перед Рождеством в конце декабря 2000 г., а вышел 15 января 2001 г. Существуют две версии клипа: англоязычный дуэт и испаноязычная сольная песня с вырезками из дуэта с Агилерой.

## Появление в чарте
«Nobody Wants to Be Lonely» — один из первых многозначительных синглов, который не был выпущен на коммерческом CD в США. Хотя песни попали в чарт Billboard Hot 100 без выпуска сингла с конца 1998 г. (а одна песня Алии «Try Again» стала хитом № 1 сразу после «Lady Marmalade» при участии Агилеры), и по ныне этот хит настолько велик, что выпускается до сих пор. От этого сингла, который стал одним из самых примечательных дуэтов того года, музыкальное сообщество было на тот момент ошеломлено, когда объявли, что ни CD, ни CD макси-сингл не были выпущены для этой песни.
«Nobody Wants to Be Lonely» достиг пика на тринадцатой строке в US Billboard Hot 100, благодаря тому, что он достиг топ-10 в Hot 100 Airplay. Испаноязычная версия под названием «Solo Quiero Amarte», достигла первой строки в Hot Latin Songs (четыре недели), Latin Pop Songs (семь недель) и Tropical Songs (две недели).
Сингл достиг топ-10 в большинства странах: первой позиции в Новой Зеландии (две недели), четвёртой в Великобритании и шестой в Австралии среди прочих. Он был сертифицирован Золотым в Австралии, Нидерландах, Швеции и Швейцарии.

## Награды
Песня была номинирована на 44-й церемонии «Грэмми» в категории «Лучшее совместное вокальное поп-исполнение», но проиграла «Lady Marmalade», исполненной Кристиной Агилерой, Lil' Kim, Mýa и Пинк. «Nobody Wants to Be Lonely» выиграла премию ALMA в категории «Выдающееся Музыкальное Видео».

## Форматы и трек-листы
Australian CD maxi-single
1. «Nobody Wants to Be Lonely» (with Christina Aguilera) — 4:11
2. «Solo Quiero Amarte» (Radio Edit) — 3:59
3. «Solo Quiero Amarte» (Robbie Rivera’s Smooth Mix) — 7:37
4. «She Bangs» (Obadam’s Spanglish Radio Edit) — 3:59

European CD single
1. «Nobody Wants to Be Lonely» (Duet Radio Edit) — 4:11
2. «Solo Quiero Amarte» (Radio Edit) — 3:59

European CD maxi-single #1
1. «Nobody Wants to Be Lonely» (with Christina Aguilera) — 4:11
2. «Solo Quiero Amarte» (Radio Edit) — 3:59
3. «Nobody Wants to Be Lonely» — 5:04
4. «She Bangs» (Obadam’s Afro-Bang Mix Spanish) — 7:28

European CD maxi-single #2
1. «Nobody Wants to Be Lonely» (Duet Radio Edit) — 4:11
2. «Solo Quiero Amarte» (Radio Edit) — 3:59
3. «Solo Quiero Amarte» (Robbie Rivera’s Smooth Mix) — 7:37
4. «Solo Quiero Amarte» (Video) — 4:07

Japanese CD maxi-single
1. «Loaded» — 3:53
2. «Nobody Wants to Be Lonely» (Duet Radio Edit) — 4:11
3. «Solo Quiero Amarte» (Radio Edit) — 3:59

UK CD maxi-single
1. «Nobody Wants to Be Lonely» (with Christina Aguilera) — 4:11
2. «Solo Quiero Amarte» (Radio Edit) — 3:59
3. "Private Emotion — 4:01

UK Cassette single
1. «Nobody Wants to Be Lonely» (with Christina Aguilera) — 4:11
2. «Sólo Quiero Amarte» (Radio Edit) — 3:59

Unknown CD Single
1. «Nobody Wants to Be Lonely» (Boris & Beck Radio Club Edit) (with Christina Aguilera) — 4:17

1. «Nobody Wants to Be Lonely» (Boris & Beck Extended Edit) (with Christina Aguilera) — 5:42

## Чарты и сертификации

### Чарты
| Чарт (2001)                                            | Высшая позиция |
| ------------------------------------------------------ | -------------- |
| Австралия (ARIA)                                       | 8              |
| Австрия (Ö3 Austria Top 40)                            | 13             |
| Бельгия/Фландрия (Ultratop 50)                         | 11             |
| Бельгия/Валлония (Ultratop 50)                         | 16             |
| Canada (Nielsen SoundScan)                             | 6              |
| Croatia Foreign Singles (HRT)                          | 1              |
| Дания (Tracklisten)                                    | 6              |
| Europe (European Hot 100 Singles)                      | 2              |
| Финляндия (Suomen virallinen lista)                    | 4              |
| Франция (SNEP)                                         | 28             |
| Германия (GfK)                                         | 5              |
| Greece Foreign Singles (IFPI Greece)                   | 2              |
| Hungary (Mahasz)                                       | 1              |
| Ирландия (IRMA)                                        | 12             |
| Италия (FIMI)                                          | 2              |
| Нидерланды (Dutch Top 40)                              | 3              |
| Нидерланды (Single Top 100)                            | 4              |
| Новая Зеландия (Recorded Music NZ)                     | 1              |
| Норвегия (VG-lista)                                    | 5              |
| Poland (National Airplay Chart)                        | 1              |
| Portugal (AFP)                                         | 5              |
| Romania (Romanian Top 100)                             | 1              |
| Шотландия (OCC Scotland)                               | 8              |
| Испания (PROMUSICAE)                                   | 2              |
| Швеция (Sverigetopplistan)                             | 3              |
| Швейцария (Schweizer Hitparade)                        | 2              |
| Великобритания (OCC UK Singles)                        | 4              |
| США (Billboard Hot 100)                                | 13             |
| США (Billboard Adult Contemporary)                     | 3              |
| США (Billboard Adult Pop Airplay)                      | 27             |
| США (Billboard Hot Latin Songs) · "Sólo Quiero Amarte" | 1              |
| США (Billboard Pop Airplay)                            | 8              |
| США (Billboard Rhythmic)                               | 20             |
| US Top 40 Tracks (Billboard)                           | 10             |

| Чарт (2001)                                         | Позиция |
| --------------------------------------------------- | ------- |
| Austria (Ö3 Austria Top 40)                         | 63      |
| Belgium (Ultratop 50 Flanders)                      | 90      |
| Europe (European Hot 100 Singles)                   | 35      |
| Germany (Official German Charts)                    | 58      |
| Netherlands (Dutch Top 40)                          | 51      |
| Netherlands (Single Top 100)                        | 46      |
| New Zealand (Recorded Music NZ)                     | 28      |
| Romania (Romanian Top 100)                          | 15      |
| Sweden (Sverigetopplistan)                          | 62      |
| Switzerland (Schweizer Hitparade)                   | 19      |
| UK Singles (Official Charts Company)                | 80      |
| US Billboard Hot 100                                | 55      |
| US Adult Contemporary (Billboard)                   | 16      |
| US Adult Top 40 (Billboard)                         | 87      |
| US Hot Latin Songs (Billboard) «Sólo Quiero Amarte» | 11      |
| US Mainstream Top 40 (Billboard)                    | 64      |
| US Rhythmic (Billboard)                             | 94      |

#### Сертификации
| Регион | Сертификация | Продажи |
| --- | ------------ | ------- |
| Австралия (ARIA) | Золотой      | 35 000^ |
| Дания (IFPI Danmark) | Золотой      | 4000^   |
| Нидерланды (NVPI) | Золотой      | 40 000^ |
| Швеция (GLF) | Золотой      | 15 000^ |
| Швейцария (IFPI Switzerland) | Золотой      | 20 000^ |
| Великобритания (BPI) | Серебряный   | 200 000 |
| ^ Данные о тиражах приведены только на основе сертификации. · Данные о продажах + прослушиваниях приведены только на основе сертификации. |              |         |